# دامبروفکا ماوا
دامبروفکا ماوا (لهستانی: Dąbrówka Mała؛ ‏[dɔmˈbrufka]) یک منطقهٔ مسکونی در لهستان است که در کاتوویتس واقع شده‌است. دانبرووکا مأوا ۳٫۶۸ کیلومتر مربع مساحت و ۵٬۴۱۱ نفر جمعیت دارد.